# India en los Juegos Paralímpicos de Atenas 2004
India estuvo representada en los Juegos Paralímpicos de Atenas 2004 por doce deportistas, once hombres y una mujer.

## Medallistas
El equipo paralímpico indio obtuvo las siguientes medallas:
| Nombre                | Deporte                   | Evento                    |
| --------------------- | ------------------------- | ------------------------- |
| Oro                   |                           |                           |
| Devendra Jhajharia    | Atletismo                 | Jabalina F44/46 masculino |
| Plata                 |                           |                           |
| —                     |                           |                           |
| Bronce                |                           |                           |
| Rajinder Singh Rahelu | Levantamiento de potencia | –56 kg masculino          |